# Caprino Bergamasco
Caprino Bergamasco é uma comuna italiana da região da Lombardia, província de Bérgamo, com cerca de 2.823 habitantes. Estende-se por uma área de 8 km², tendo uma densidade populacional de 353 hab/km². Faz fronteira com Cisano Bergamasco, Palazzago, Pontida, Roncola, Torre de' Busi (LC).

## Demografia
| Variação demográfica do município entre 1861 e 2011                               |
|                                                                                   |
| Fonte: Istituto Nazionale di Statistica (ISTAT) - Elaboração gráfica da Wikipedia |